# Mazraeh-ye Hamidabad
Mazraeh-ye Hamidabad (em persa: مزرعه حميداباد, também romanizada como Mazra‘eh-ye Ḩamīdābād) é uma aldeia do distrito central do condado de Abadeh, na província de Fars, no Irã.
No censo de 2006, sua existência foi registrada, mas sua população não foi contada.